# Carnival Cruise Lines Tycoon
Carnival Cruise Lines Tycoon è un videogioco gestionale per Microsoft Windows sponsorizzato dalla vera compagnia navale Carnival Cruise Lines.
Scopo del gioco stesso è quello di riuscire a creare una grande flotta di navi da crociera.
Si parte da un piccolo traghetto (ferry) da allestire con cabine, bar, ristoranti e tutte le attrezzature necessarie al benessere dei passeggeri. Con il passare del tempo si riesce ad ingrandire la propria flotta "armando" navi della flotta Carnival.
L'ultimo aggiornamento è Carnival Cruise Lines Tycoon 2005: Island Hopping.